# Tange Kristne Friskole
Tange Kristne Friskole (TKF) blev oprettet af Evangelisk Luthersk Mission i 1989. Skolen er en friskole og tilbyder undervisning med værdier baseret på den Evangelisk Lutherske tro med baggrund i Den Danske Folkekirkes kristne menneskesyn. Skolen har 10 klasser (2015) baseret fra 0. til 9. klasse. Skolen havde i august 2015 72 elever, og i 2019 havde den over 100 elever til skolestart. Tange Kristne Friskole ligger i udkanten af byen Tange, tæt på skov, sø og natur.
Tange Kristne Friskoles skoleleder er Leif Bjerg Thomsen (2022).
Skolen tilbyder SFO for alle elever i 0.-3. klasse samt musikskole. Skolens faciliteter består, udover deres klasselokaler og tilhørende, af en lille sportshal, et stort udendørsareal med bl.a. fodboldbane, legeplads, basketbane samt gårdareal og skovareal mm.
Den nye børnehave, Tangelopperne, blev opført i 2015, og ligger ved siden af skolen. Børnehaven havde i 2019 ca. 30 børn.